# Adolphe Willette
Adolphe Léon Willette (Châlons-sur-Marne, 30 de julho de 1857 – Paris, 4 de fevereiro de 1926) foi um pintor, ilustrador, caricaturista e litógrafo francês, além de arquiteto principal do famoso cabaré Moulin Rouge construído por Josep Oller. Willette concorreu como candidato "antissemita" no 9.º arrondissement de Paris para as eleições legislativas de setembro de 1889.

## Trabalho
O artista foi um colaborador prolífico para a imprensa ilustrada francesa sob os pseudônimos "Cémoi", "Pierrot", "Louison", "Bébé" e "Nox", mas mais frequentemente em seu próprio nome. Ele ilustrou Les Pierrots e Les Giboulles d'avril, Le Courrier français, de Melandri, e publicou seu próprio Pauvre Pierrot e outras obras, nas quais ele conta suas histórias em cenas à maneira de Busch. Ele decorou várias "brasseries artistiques" com pinturas de parede, vitrais e assim por diante, notadamente Le Chat noir e La Palette d'or, retratou temas da 1- guerra e pintou o teto do auditório La Cigale. Uma coleção de suas obras foi exibida em 1888.

## Obras selecionadas

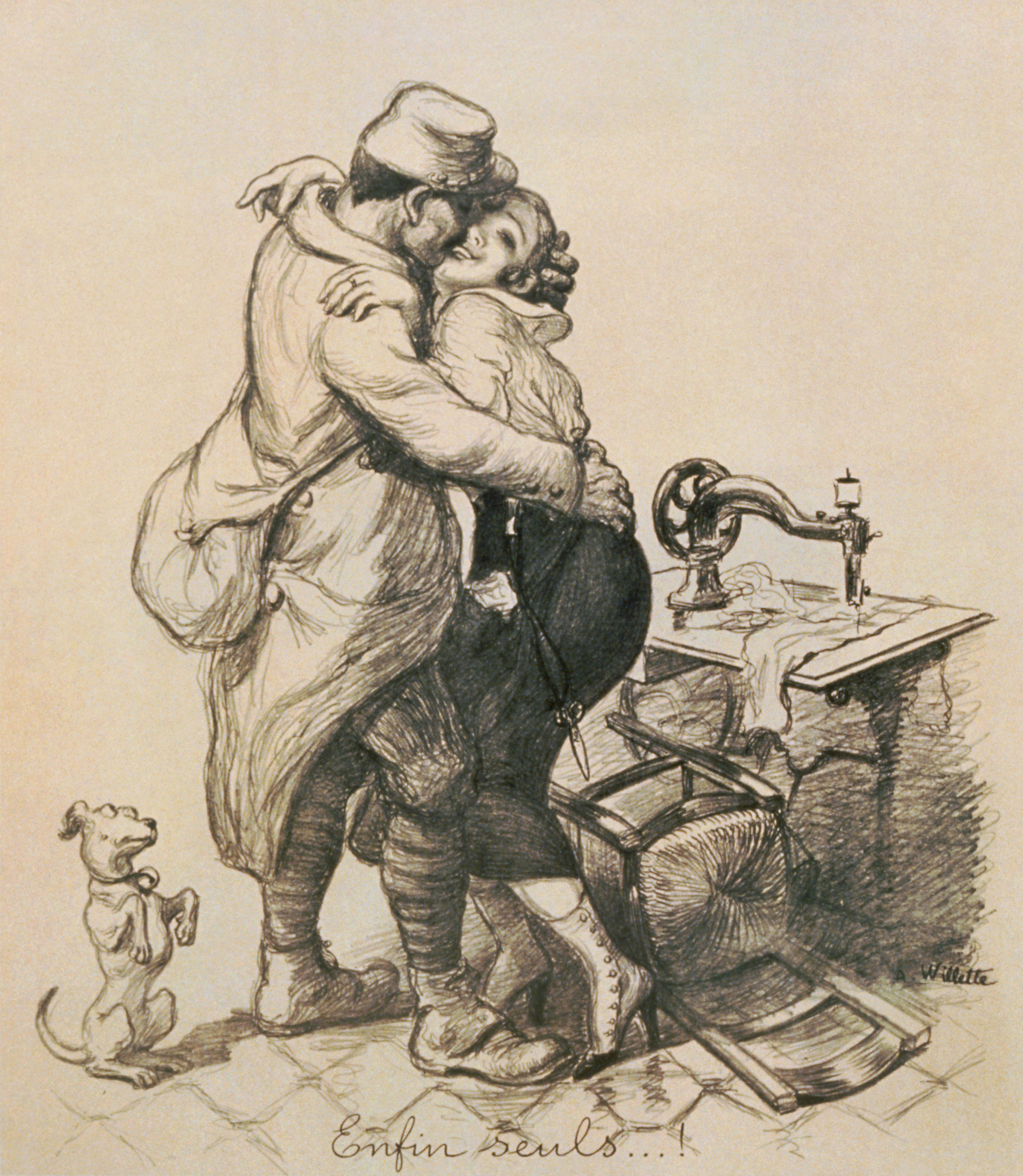
Journée du Poilu. 25 et 26 décembre 1915
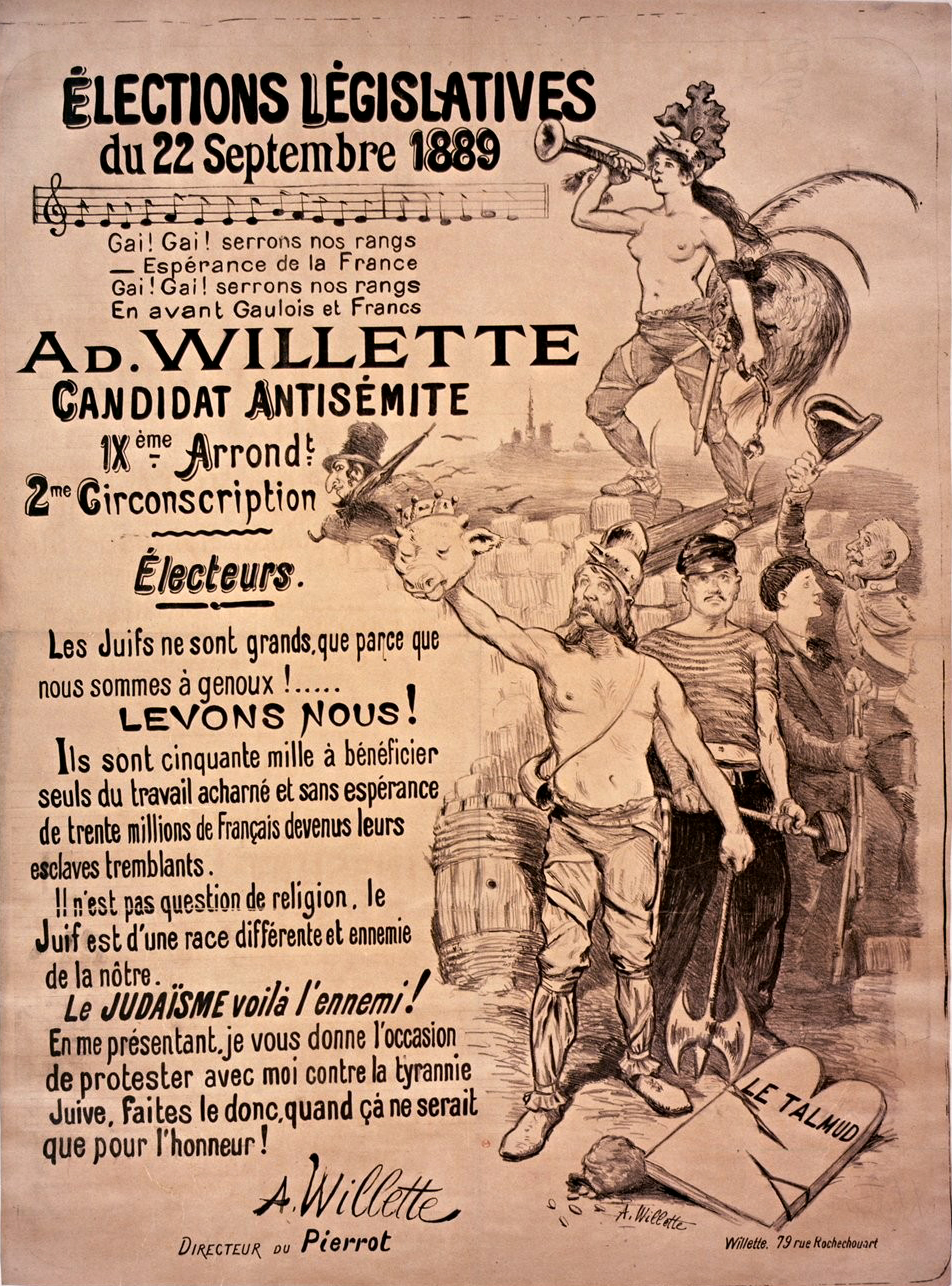
Cartaz eleitoral antissemita
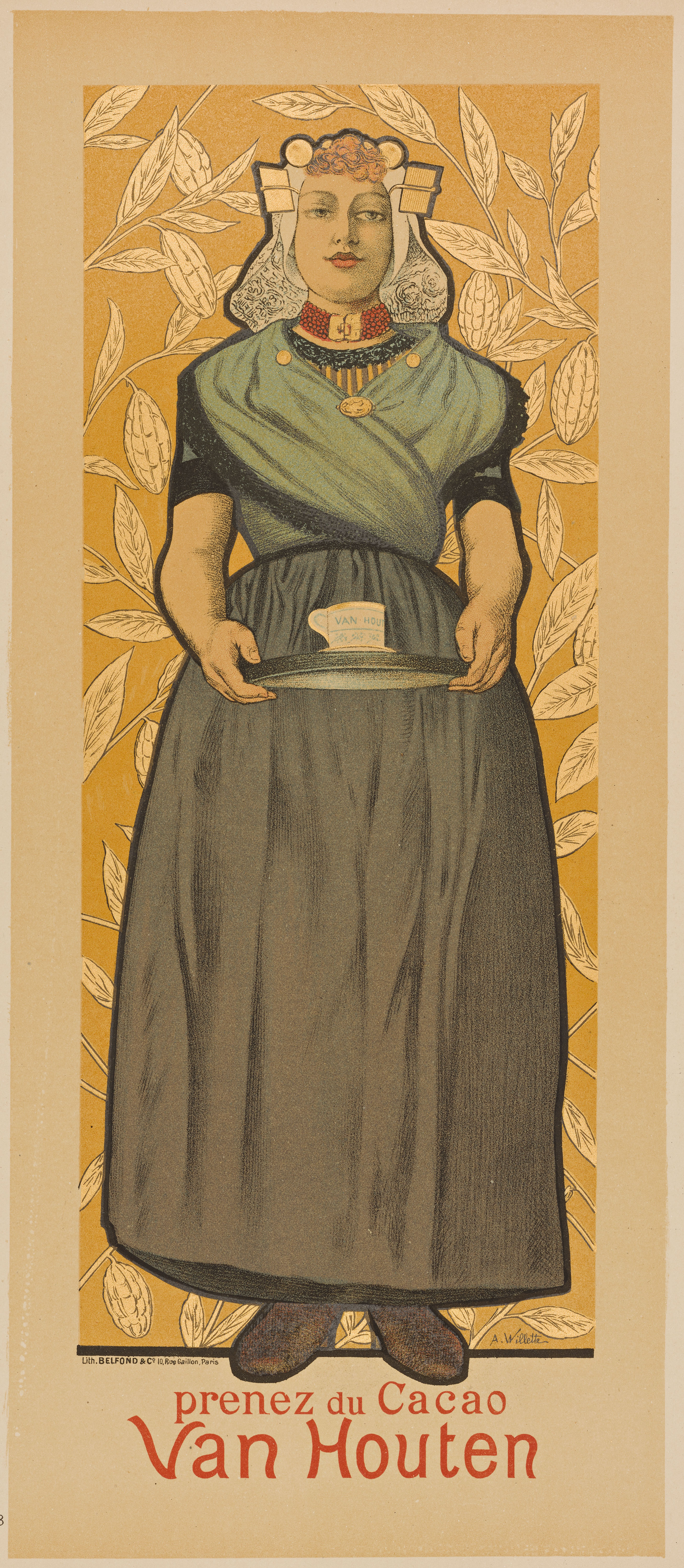
Cacao Van Houten
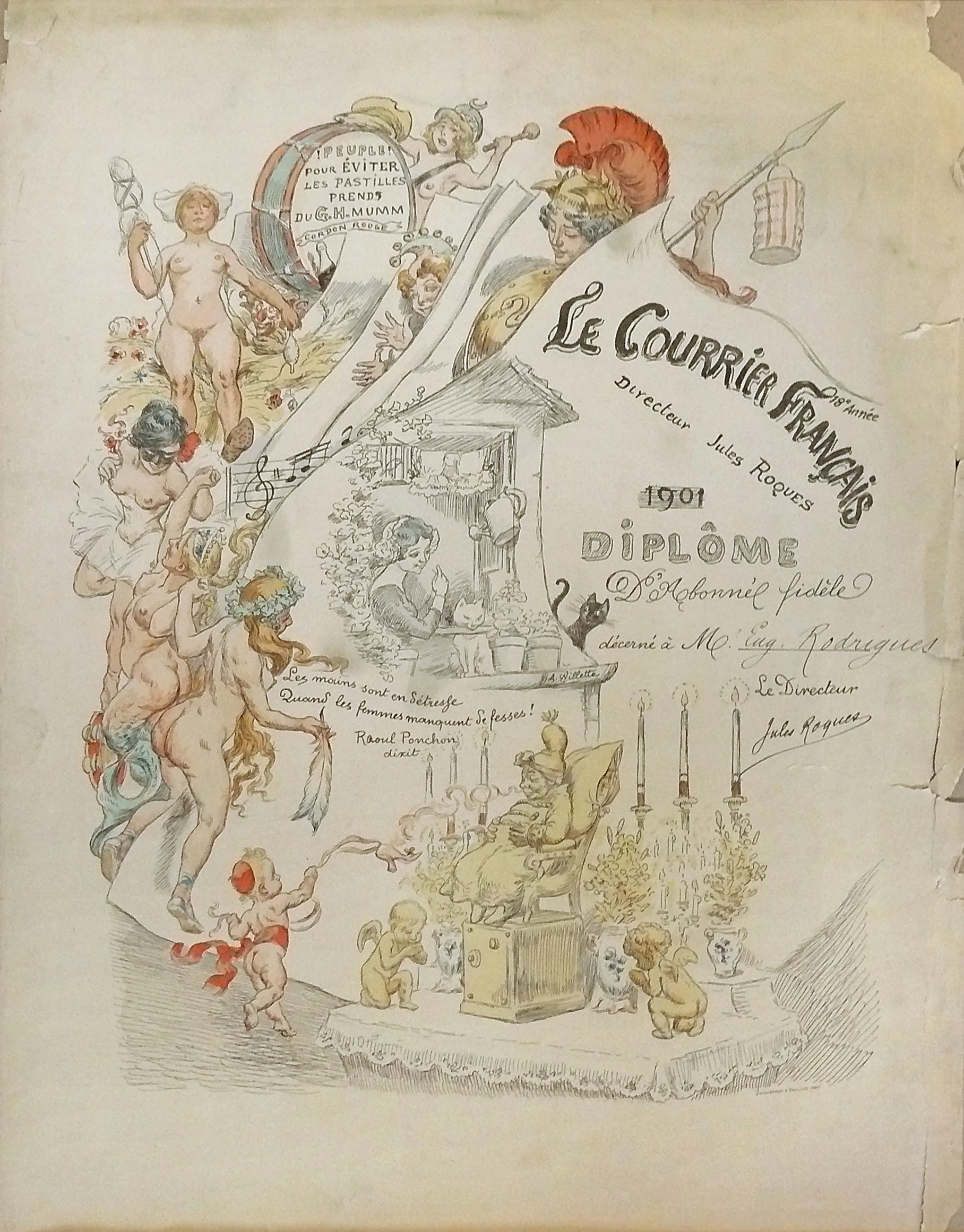
"Diploma" para um assinante fiel do Le Courrier Français
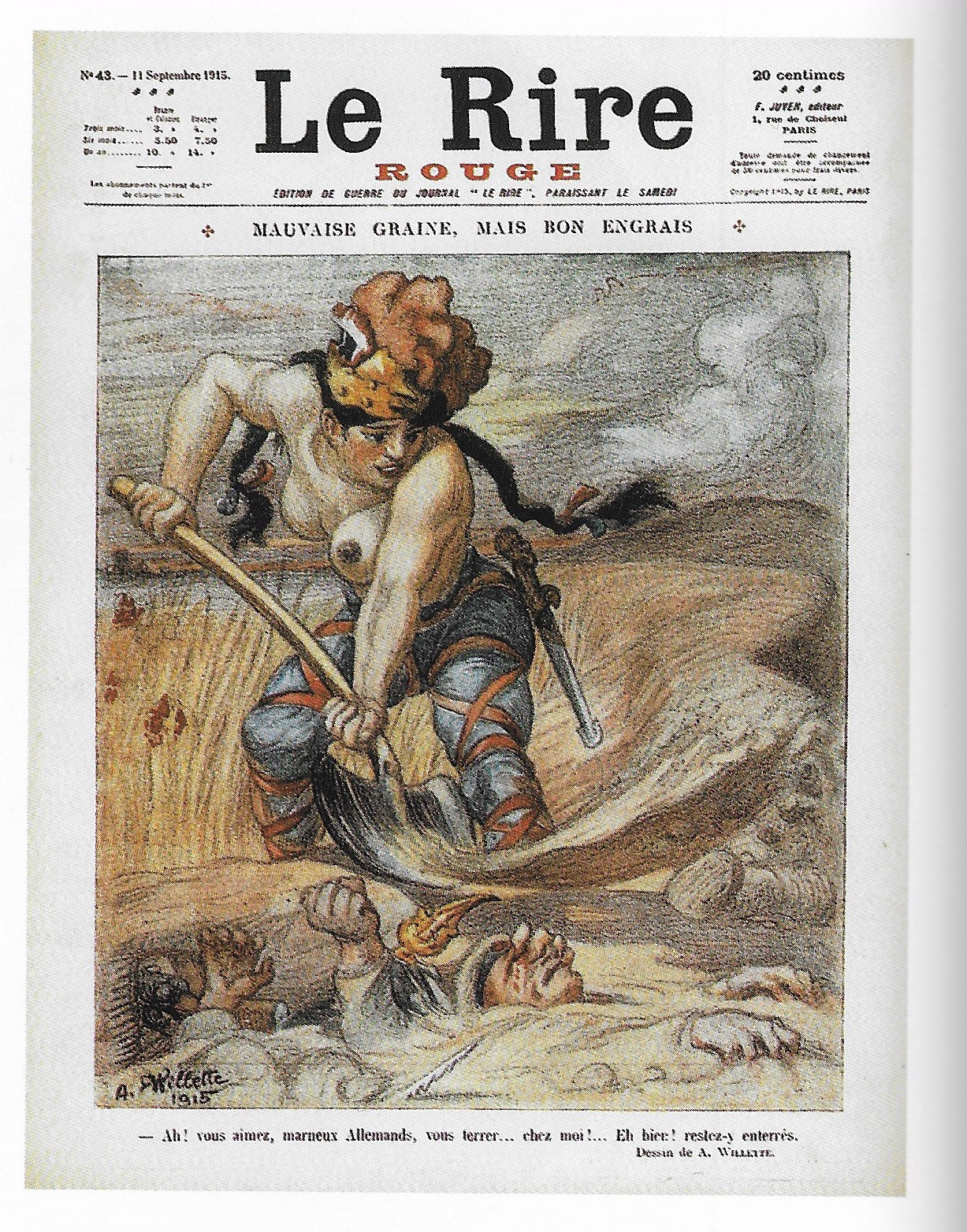
Capa de Le Rire Rouge. #43
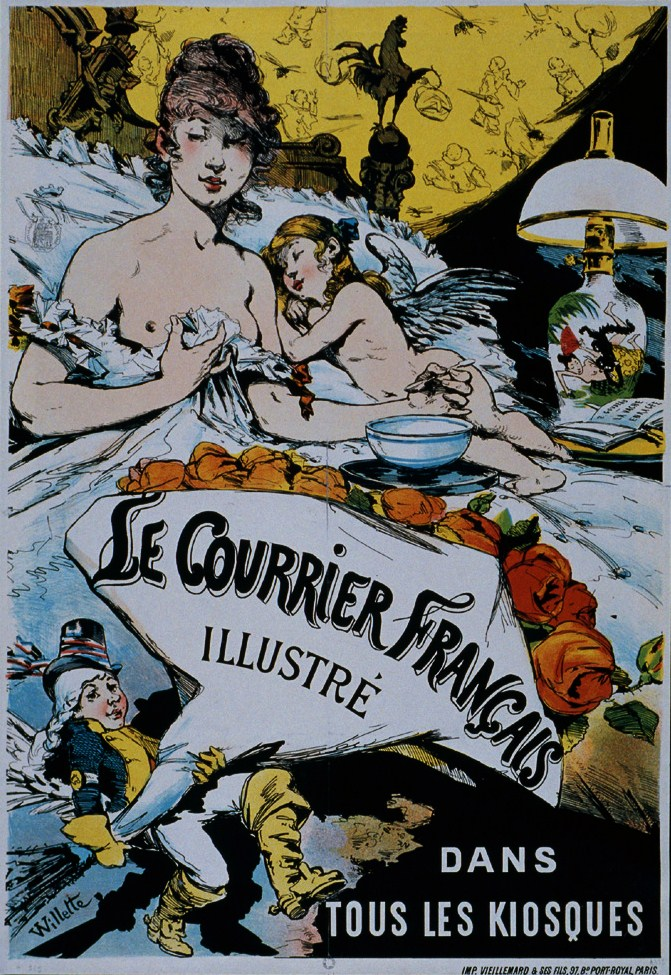
Pôster para Le Courrier Français
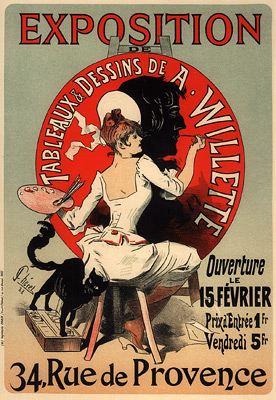
Exposição de obras de Wille